# Rabdophaga nielsenii
Rabdophaga nielsenii är en tvåvingeart som först beskrevs av Jean-Jacques Kieffer 1906.  Rabdophaga nielsenii ingår i släktet Rabdophaga och familjen gallmyggor. Inga underarter finns listade i Catalogue of Life.